# Rally di Sardegna 2011
Il Rally di Sardegna, che si è corso dal 6 all'8 maggio, è stato il quinto della stagione 2011 e ha registrato la vittoria di Sébastien Loeb.

## Risultati

### Classifica
| Pos         | Pilota              | Co-pilota            | Auto                       | Tempo     | Distacco | Punti |
| ----------- | ------------------- | -------------------- | -------------------------- | --------- | -------- | ----- |
| 1.          | Sébastien Loeb      | Daniel Elena         | Citroën DS3 WRC            | 3:45:40.9 | 0.0      | 26    |
| 2.          | Mikko Hirvonen      | Jarmo Lehtinen       | Ford Fiesta RS WRC         | 3:45:52.1 | 11.2     | 21    |
| 3.          | Petter Solberg      | Chris Patterson      | Citroën DS3 WRC            | 3:46:04.7 | 23.8     | 15    |
| 4.          | Sébastien Ogier     | Julien Ingrassia     | Citroën DS3 WRC            | 3:47:12.4 | 1:31.5   | 12    |
| 5.          | Mads Østberg        | Jonas Andersson      | Ford Fiesta RS WRC         | 3:48:23.5 | 2:42.6   | 10    |
| 6.          | Dani Sordo          | Carlos del Barrio    | Mini John Cooper Works WRC | 3:49:08.5 | 3:27.6   | 8     |
| 7.          | Ott Tänak           | Kuldar Sikk          | Ford Fiesta S2000          | 3:52:51.8 | 7:10.9   | 6     |
| 8.          | Juho Hänninen       | Mikko Markkula       | Škoda Fabia S2000          | 3:53:18.5 | 7:37.6   | 4     |
| 9.          | Matthew Wilson      | Scott Martin         | Ford Fiesta RS WRC         | 3:53:41.3 | 8:00.4   | 2     |
| 10.         | Martin Prokop       | Jan Tománek          | Ford Fiesta S2000          | 3:57:09.1 | 11:28.2  | 1     |
| SWRC        |                     |                      |                            |           |          |       |
| 1. (7.)     | Ott Tänak           | Kuldar Sikk          | Ford Fiesta S2000          | 3:52:51.8 | 0.0      | 25    |
| 2. (8.)     | Juho Hänninen       | Mikko Markkula       | Škoda Fabia S2000          | 3:53:18.5 | 26.7     | 18    |
| 3. (10.)    | Martin Prokop       | Jan Tománek          | Ford Fiesta S2000          | 3:57:09.1 | 4:17.3   | 15    |
| 4. (11.)    | Nasser Al-Attiyah   | Giovanni Bernacchini | Ford Fiesta S2000          | 3:58:14.7 | 5:22.9   | 12    |
| 5. (16.)    | Hermann Gassner Jr. | Kathi Wüstenhagen    | Škoda Fabia S2000          | 4:06:23.4 | 13:31.6  | 10    |
| 6. (21.)    | Karl Kruuda         | Martin Järveoja      | Škoda Fabia S2000          | 4:22:45.6 | 29:53.8  | 8     |
| 7. (24.)    | Frigyes Turán       | Gábor Zsiros         | Ford Fiesta S2000          | 4:35:09.8 | 42:18.0  | 6     |
| WRC Academy |                     |                      |                            |           |          |       |
| 1.          | Egon Kaur           | Erik Lepikson        | Ford Fiesta R2             | 3:29:39.4 | 0.0      | 30    |
| 2.          | Miguel Baldoni      | Fernando Mussano     | Ford Fiesta R2             | 3:31:21.5 | 1:42.1   | 18    |
| 3.          | Fredrik Åhlin       | Bjorn Nilsson        | Ford Fiesta R2             | 3:32:21.7 | 2:42.3   | 15    |
| 4.          | Jan Černý           | Pavel Kohout         | Ford Fiesta R2             | 3:46:22.3 | 16:42.9  | 12    |
| 5.          | Brendan Reeves      | Rhianon Smyth        | Ford Fiesta R2             | 3:47:02.5 | 17:23.1  | 12    |
| 6.          | Andrea Crugnola     | Roberto Mometti      | Ford Fiesta R2             | 3:47:13.3 | 17:33.9  | 10    |
| 7.          | Miko-Ove Niinemäe   | Timo Kasesalu        | Ford Fiesta R2             | 4:01:44.6 | 32:05.2  | 6     |
| 8.          | Craig Breen         | Gareth Roberts       | Ford Fiesta R2             | 4:02:33.6 | 32.54.2  | 8     |

### Prove speciali
| Giorno                | Prova | Ora   | Nome                    | Lunghezza | Vincitore                                     | Tempo   | V. media    | Leader del rally |
| --------------------- | ----- | ----- | ----------------------- | --------- | --------------------------------------------- | ------- | ----------- | ---------------- |
| Frazione 1 (6 maggio) | PS1   | 9:33  | Lago Omodeo 1           | 10.21 km  | Petter Solberg                                | 5:59.2  | 102.33 km/h | Petter Solberg   |
| Frazione 1 (6 maggio) | PS2   | 10:25 | Monte Grighini Nord 1   | 21.32 km  | Mikko Hirvonen                                | 14:59.1 | 85.37 km/h  | Mikko Hirvonen   |
| Frazione 1 (6 maggio) | PS3   | 11:26 | Alta Marmilla 1         | 14.34 km  | Sébastien Loeb Sébastien Ogier Petter Solberg | 9:37.8  | 89.35 km/h  | Mikko Hirvonen   |
| Frazione 1 (6 maggio) | PS4   | 12:09 | Monte Grighini Sud 1    | 19.66 km  | Sébastien Loeb                                | 13:45.6 | 85.73 km/h  | Sébastien Loeb   |
| Frazione 1 (6 maggio) | PS5   | 13:46 | Monte Grighini Nord 2   | 21.32 km  | Mikko Hirvonen                                | 14:32.6 | 87.96 km/h  | Sébastien Loeb   |
| Frazione 1 (6 maggio) | PS6   | 14:47 | Alta Marmilla 2         | 14.34 km  | Sébastien Loeb                                | 9:18.4  | 92.45 km/h  | Sébastien Loeb   |
| Frazione 1 (6 maggio) | PS7   | 15:30 | Monte Grighini Sud 2    | 19.66 km  | Sébastien Loeb                                | 13:17.0 | 88.80 km/h  | Sébastien Loeb   |
| Frazione 1 (6 maggio) | PS8   | 17:04 | Lago Omodeo 2           | 10.21 km  | Mikko Hirvonen                                | 5:58.6  | 102.50 km/h | Sébastien Loeb   |
| Frazione 2 (7 maggio) | PS9   | 9:29  | Coiluna 1               | 29.35 km  | Jari-Matti Latvala                            | 17:39.9 | 99.69 km/h  | Sébastien Loeb   |
| Frazione 2 (7 maggio) | PS10  | 10:36 | Monte Lerno 1           | 27.97 km  | Jari-Matti Latvala                            | 18:06.2 | 92.70 km/h  | Sébastien Loeb   |
| Frazione 2 (7 maggio) | PS11  | 11:15 | Su Filigosu 1           | 14.21 km  | Jari-Matti Latvala                            | 8:59.8  | 94.77 km/h  | Sébastien Loeb   |
| Frazione 2 (7 maggio) | PS12  | 14:39 | Coiluna 2               | 29.35 km  | Sébastien Ogier                               | 17:13.8 | 102.21 km/h | Sébastien Loeb   |
| Frazione 2 (7 maggio) | PS13  | 15:46 | Monte Lerno 2           | 27.97 km  | Jari-Matti Latvala                            | 17:41.0 | 94.90 km/h  | Sébastien Loeb   |
| Frazione 2 (7 maggio) | PS14  | 16:25 | Su Filigosu 2           | 14.21 km  | Jari-Matti Latvala                            | 8:44.0  | 97.63 km/h  | Sébastien Loeb   |
| Frazione 3 (8 maggio) | PS15  | 6:50  | Gallura 1               | 8.24 km   | Jari-Matti Latvala                            | 6:28.9  | 76.28 km/h  | Sébastien Loeb   |
| Frazione 3 (8 maggio) | PS16  | 8:03  | Monte Olia              | 24.50 km  | Jari-Matti Latvala                            | 17:50.7 | 82.38 km/h  | Sébastien Loeb   |
| Frazione 3 (8 maggio) | PS17  | 8:41  | Terranova               | 24.60 km  | Petter Solberg                                | 17:26.4 | 84.63 km/h  | Sébastien Loeb   |
| Frazione 3 (8 maggio) | PS18  | 12:00 | Gallura 2 (Power stage) | 8.24 km   | Mikko Hirvonen                                | 6:15.2  | 79.06 km/h  | Sébastien Loeb   |

### Power Stage
| Pos | Pilota             | Tempo  | Distacco | V. media   | Punti |
| --- | ------------------ | ------ | -------- | ---------- | ----- |
| 1   | Mikko Hirvonen     | 6:15.2 | 0.0      | 79.06 km/h | 3     |
| 2   | Jari-Matti Latvala | 6:16.6 | +1.4     | 78.77 km/h | 2     |
| 3   | Sébastien Loeb     | 6:18.0 | +2.8     | 78.48 km/h | 1     |

## Classifiche Mondiali

### Piloti
| Pos | Pilota               | Punti |
| --- | -------------------- | ----- |
| 1   | Sébastien Loeb       | 100   |
| 2   | Mikko Hirvonen       | 93    |
| 3   | Sébastien Ogier      | 81    |
| 4   | Jari-Matti Latvala   | 68    |
| 5   | Petter Solberg       | 46    |
| 6   | Mads Østberg         | 38    |
| 7   | Matthew Wilson       | 24    |
| 8   | Kimi Räikkönen       | 18    |
| 9   | Federico Villagra    | 12    |
| 10  | Henning Solberg      | 10    |
| 11  | Juho Hänninen        | 8     |
| 12  | Dani Sordo           | 8     |
| 13  | Ott Tänak            | 7     |
| 14  | Martin Prokop        | 6     |
| 15  | Per-Gunnar Andersson | 6     |
| 16  | Khalid Al Qassimi    | 5     |
| 17  | Dennis Kuipers       | 3     |
| 18  | Bernardo Sousa       | 1     |

### Costruttori
| Pos | Team                                  | Punti |
| --- | ------------------------------------- | ----- |
| 1   | Citroën Total World Rally Team        | 167   |
| 2   | Ford Abu Dhabi World Rally Team       | 150   |
| 3   | M-Sport Stobart Ford World Rally Team | 61    |
| 4   | Petter Solberg World Rally Team       | 37    |
| 5   | ICE 1 Racing                          | 26    |
| 6   | Munchi's Ford World Rally Team        | 24    |
| 7   | Team Abu Dhabi                        | 19    |
| 8   | FERM Power Tools World Rally Team     | 10    |
| 9   | Monster World Rally Team              | 6     |
| 10  | Brazil World Rally Team               | 1     |

### Piloti S-WRC
| Pos | Pilota              | Punti |
| --- | ------------------- | ----- |
| 1   | Martin Prokop       | 40    |
| 2   | Ott Tänak           | 40    |
| 3   | Karl Kruuda         | 38    |
| 4   | Juho Hänninen       | 36    |
| 5   | Bernardo Sousa      | 25    |
| 6   | Hermann Gassner Jr. | 25    |
| 7   | Albert Llovera      | 12    |
| =   | Nasser Al-Attiyah   | 12    |
| 9   | Eyvind Brynildsen   | 10    |
| 10  | Frigyes Turán       | 6     |

### Piloti WRC Academy
| Pos | Pilota              | Punti |
| --- | ------------------- | ----- |
| 1   | Egon Kaur           | 58    |
| 2   | Miguel Baldoni      | 26    |
| 3   | Brendan Reeves      | 24    |
| 4   | Victor Henriksson   | 20    |
| 5   | Fredrik Åhlin       | 16    |
| 6   | Andrea Crugnola     | 16    |
| 7   | Christian Riedemann | 15    |
| 8   | Craig Breen         | 13    |
| 9   | Jan Černý           | 12    |
| 10  | Alastair Fisher     | 12    |
| 11  | Miko-Ove Niinemäe   | 6     |
| 12  | Molly Taylor        | 4     |
| 13  | Matteo Brunello     | 2     |
| 14  | Timo van den Marel  | 1     |
| 15  | Yeray Lemes         | 1     |